# Национально-прогрессивная (левая) партия
Национально-прогрессивная (левая) партия (Национальная прогрессивная юнионистская партия араб. حزب التجمع الوطني التقدمي الوحدوي‎, Ḥizb al-Tagammu' al-Watani al-Taqadomi al-Wahdawi, обычно называемая Тагамму) — социалистическая политическая партия Египта. Была создана под названием Национально-прогрессивная юнионистская (союзная) организация как левая фракция правящего Арабского социалистического союза (АСС) и стала независимой силой после роспуска АСС.
Партия считает себя защитницей и наследницей принципов египетской революции 1952 года. Она призывает противостоять попыткам повернуть вспять социальные завоевания революции для рабочих, бедняков и других угнетённых. Партия издает газету «Аль-Ахали».

## История и профиль
Партия была создана в 1976—1977 годах в ответ на рыночный поворот (Инфитах) президента Анвара Садата от арабского социализма его предшественника Гамаля Абдель Насера. Основателем и первым председателем партии был Халед Мохи эд-Дин, который в прошлом был одним из лидеров «Свободных офицеров» и Июльской революции 1952 года. В её состав входили в основном марксисты и насеристы, а также юнионисты, представители левомусульманских и леволиберальных кругов, позиционировавшиеся не только как левые, но и как «национально-патриотические» силы. Однако ядром партии считались всё же египетские коммунисты.
I съезд «Тагамму» в апреле 1980 года утвердил программу и устав партии. Партия провозглашала защиту интересов египетского народа и целей революции 1952 года, выступая за демократизацию политической жизни и против Кэмп-Дэвидских соглашений, в которых усматривала «вовлечение Египта в орбиту империалистической политики» (в противовес чему ратовала за сотрудничество с арабским миром и социалистическим блоком).
Несмотря на то, что партия находилась в легальной оппозиции, её активисты и сторонники регулярно подвергались преследованиям властей, а её депутаты устранялись из Народного собрания. НПП декларировала решительную борьбу с внутри- и внешнеполитическим курсом правящего режима, однако второй руководитель партии, её генеральный секретарь Рифаат Саид подвергался критике однопартийцев за склонность к компромиссам со следующим авторитарным президентом Хосни Мубараком. Рифаат Саид рассматривал в качестве большего зла нелегально-оппозиционных «Братьев-мусульман», но его курс побуждал некоторых несогласных в партии, например Абд аль-Гаффара Шукра, винить его в низведении её из ведущей оппозиционной силы до де-факто мелкой попутчицы режима.
Партия участвовала во всех выборах в законодательные органы с момента своего создания и получила два парламентских места в первом созыве 1977—1979 гг. Во время парламентской сессии к ней присоединился один из самых ярких молодых депутатов, 32-летний Абу аль-Эз аль-Харири, чьи яростные дебаты вокруг мирного соглашения с Израилем подтолкнули президента Садата к роспуску парламента. «Тагамму» была единственной оппозиционной партией, не бойкотировавшей выборы в Народное собрание 1990-го, но получила мест меньше (6), чем Новая партия Вафд и Социалистическая партия труда, чьи представители баллотировались как независимые кандидаты). Партия завоевала пять мандатов на выборах 1995 года, а в 2000 году — 6, и с этим относительно небольшим числом лидер партии Халед Мохи эд-Дин взял на себя руководство оппозицией в Народном собрании.
Партия бойкотировала первые президентские выборы в 2005 году. На парламентских выборах того же года «Тагамму» оказалась в наибольшем проигрыше из оппозиционных сил. Из 60 её кандидатов победили только два: Абдель Азиз Шабан и Мухаммад Талима. На выборах в законодательные органы 2010 года партия получила 5 из 518 мест. К моменту революции 2011 года она насчитывала около 22 000 членов. После революции отколовшиеся от «Тагамму» активисты участвовали в создании Социалистического народного блока.
На парламентских выборах в Египте 2011—2012 годов партия баллотировалась в избирательном союзе Египетского блока, проведя четверых своих представителей. Параллельно в 2012 году пыталась объединиться с сугубо левыми силами Египта (Социалистический народный блок, Египетская коммунистическая партия, Социалистический союз молодёжи, Египетская коалиция борьбы с коррупцией, Движение имени Мины Даниэля, «Революционные социалисты» и связанные с ними Рабоче-крестьянская партия и Демократическая рабочая партия) в Революционно-демократическую коалицию. На президентских выборах 2012 года НПП выставила Хишама Бастависи, заместителя председателя кассационного суда и одного из лидеров оппозиции во время революционных выступлений, но он получил лишь 0,13% голосов.
В конце 2014 года партия вышла из состава Египетского фронта. В выборах 2015 года участвовала самостоятельно, и от неё было избрано только 2 депутата (в 2020 году их количество выросло до 6).

## Платформа
- Осуждение религиозного экстремизма.
- Формирование характера египетских граждан.
- Прекращение государственной монополии на СМИ.
- Повышение осведомленности об экологических проблемах.
- Развитие египетской промышленности.

## Видные партийные деятели
- Халед Мохиеддин — основатель партии, бывший председатель и член Совета революционного командования Египта.
- Рифаат Саид — соучредитель и генеральный секретарь партии.
- Ахмед Лютфи Вакед — соучредитель партии, депутат от неё, редактор партийной прессы.
- Сайед Абдель Аал — новый председатель партии.
- Исмаил Сабри Абдалла — один из партийных руководителей, экономист.